# Râul Valea Plopilor, Șipot
Râul Valea Plopilor este curs de apă, afluent al râului Șipot.

## Hărți
- Harta Județului Brașov
- Harta Orașului Brașov
- Harta Munților Postăvaru  Arhivat în 3 august 2008, la Wayback Machine.